# Шарль Пікель
Шарль Пікель (фр. Charles Pickel, нар. 15 травня 1997, Золотурн) — швейцарський футболіст, півзахисник італійського клубу «Кремонезе».
Виступав за юнацьку збірну Швейцарії.

## Клубна кар'єра
Народився 15 травня 1997 року в Золотурні. Вихованець юнацьких команд місцевого «Золотурна» та «Базеля».
У дорослому футболі дебютував 2015 року виступами за другу команду останнього клубу. Того ж року почав залучатися до основної команди «Базеля». Так і не пробившись до її основного складу, на початку 2017 року перебрався до «Грассгоппера». Згодом протягом частини 2018 року грав на правах оренди за «Шаффгаузен», а протягом сезону 2018/19 — за «Ксамакс».
2019 року перебрався до Франції, де протягом двох сезонів грав за «Гренобль», після чого протягом року грав за португальський  «Фамалікан».
Влітку 2022 року став гравцем італійського «Кремонезе», що саме уперше з 1996 року пробилася до елітної Серії A.

## Виступи за збірні
2014 року дебютував у складі юнацької збірної Швейцарії (U-18), загалом на юнацькому рівні за команди різних вікових категорій взяв участь у 19 іграх, відзначившись одним забитим голом.

## Статистика виступів

### Статистика клубних виступів
Станом на 7 жовтня 2018
| Сезон                   | Команда                 | Чемпіонат               | Чемпіонат | Чемпіонат | Національний кубок | Національний кубок | Національний кубок | Континентальні кубки | Континентальні кубки | Континентальні кубки | Інші змагання | Інші змагання | Інші змагання | Усього | Усього | Усього |
| Сезон                   | Команда                 | Ліга                    | Ігор      | Голів     | Ліга               | Ігор               | Голів              | Ліга                 | Ігор                 | Голів                | Ліга          | Ігор          | Голів         | Ігор   | Голів  |        |
| ----------------------- | ----------------------- | ----------------------- | --------- | --------- | ------------------ | ------------------ | ------------------ | -------------------- | -------------------- | -------------------- | ------------- | ------------- | ------------- | ------ | ------ | ------ |
| 2015–16                 | «Базель»                | СЛ                      | 2         | 0         | КШ                 | 0                  | 0                  | ЛЧ                   | -                    | -                    | -             | -             | -             | 2      | 0      |        |
| 2016-січ. 2017          | «Базель»                | СЛ                      | 1         | 0         | КШ                 | 0                  | 0                  | ЛЧ                   | -                    | -                    | -             | -             | -             | 1      | 0      |        |
| Усього за «Базель»      | Усього за «Базель»      | Усього за «Базель»      | 3         | 0         |                    | 0                  | 0                  |                      | -                    | -                    |               | -             | -             | 3      | 0      |        |
| січ.-черв. 2017         | «Грассгоппер»           | СЛ                      | 12        | 0         | КШ                 | -                  | -                  | -                    | -                    | -                    | -             | -             | -             | 12     | 0      |        |
| 2017-січ. 2018          | «Грассгоппер»           | СЛ                      | 7         | 0         | КШ                 | 2                  | 0                  | -                    | -                    | -                    | -             | -             | -             | 9      | 0      |        |
| січ.-черв. 2018         | «Шаффгаузен»            | 2Л                      | 14        | 0         | КШ                 | -                  | -                  | -                    | -                    | -                    | -             | -             | -             | 14     | 0      |        |
| лип.-серп. 2018         | «Грассгоппер»           | СЛ                      | 1         | 0         | КШ                 | 0                  | 0                  | -                    | -                    | -                    | -             | -             | -             | 1      | 0      |        |
| Усього за «Грассгоппер» | Усього за «Грассгоппер» | Усього за «Грассгоппер» | 20        | 0         |                    | 2                  | 0                  |                      | -                    | -                    |               | -             | -             | 22     | 0      |        |
| серп. 2018–19           | «Ксамакс»               | СЛ                      | 4         | 0         | КШ                 | 1                  | 0                  | -                    | -                    | -                    | -             | -             | -             | 5      | 0      |        |
| Усього за кар'єру       | Усього за кар'єру       | Усього за кар'єру       | 41        | 0         |                    | 3                  | 0                  |                      | -                    | -                    |               | -             | -             | 44     | 0      |        |